# Dialeto madeirense

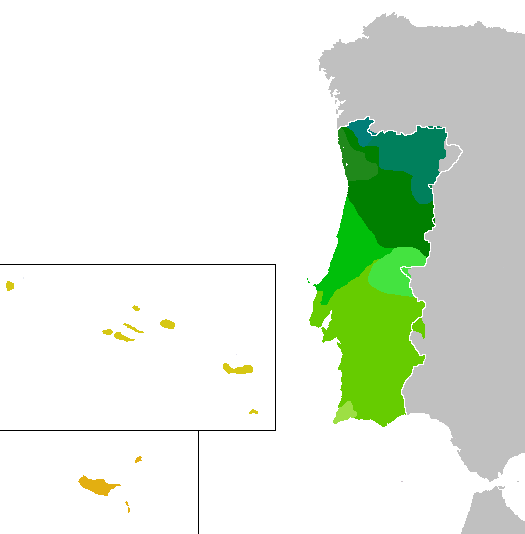
Dialetos de Portugal.

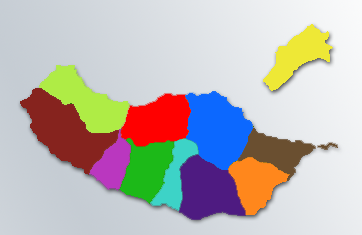
Divisão Administrativa da Região Autónoma da Madeira.

O dialecto madeirense é o dialecto do português falado no arquipélago da Madeira.
Este dialecto é normalmente classificado como um dialecto do "português insular", sendo mais aparentado com os dialectos dos Açores, do sul de Portugal e nordeste do Brasil.

## Características
Tendo o arquipélago sido povoado a partir dos inícios do século XV, o dialecto madeirense tem as suas origens nos dialectos do português arcaico trazidos pelos primeiros povoadores, provenientes principalmente das regiões do Minho e do Algarve, aos quais posteriormente se juntaram comerciantes de várias origens, tais quais ingleses, espanhois, flamengos, genoveses e guanches, entre outros.
Esta mescla de influências, aliada ao relativo isolamento do arquipélago e a sua posição na história como porto de paragem no comércio e exploração colonial, resultaram num dialecto de características próprias e peculiares tanto a nível fonético como gramatical e de vocabulário.

### Fonéticas
O dialecto madeirense apresenta uma considerável variação fonética, não só entre as ilhas da Madeira e Porto Santo, mas mesmo dentro da própria ilha da Madeira. Isto poder-se-á dever à acidentada orografia do território, que aliada às sinuosas vias de comunicação provocaram, durante séculos, o isolamento relativo entre as várias localidades.
Características comuns a todos os subdialectos:
- Palatalização da consoante 'l' quando antecedida pela vogal 'i'[2]. Exemplos: «família» (lido famílhia), vila (lido vilha), aquilo (lido aquilho), Filipe (lido Filhipe).
- A conservação da vogal final 'e' nos verbos, como por exemplo «fazer» (lido fazêre ou fazêri), «comer» (lido comêre ou comêri), «falar» (lido falare ou falari).

Características não presentes em todos os subdialectos:
- Ditongação da vogal sílaba tónica, acrescentando um 'u' antes da mesma vogal, como por exemplo «olho» (lido uôlho ou uôlhe), «formiga» (lido formúiga), «livro» (lido lúivro ou lúivre),
- Substituição da terminação 'o' no final das palavras por 'e'. Exemplos: «osso» (lido osse), «macaco» (lido macaque), «carro» (lido carre), «Ronaldo» (lido Ronalde).
- Substituição das terminações "agem" por "age". Exemplos: «paragem» (lido parage), «viagem» (lido viage).
- A terceira pessoa do plural do pretérito perfeito do indicativo 'am' reduz-se a 'u'. Exemplos: «ficaram» (lido ficáru), foram (lido fôru).
- Substituição de "os" e "as" por "ui" e "ai", respectivamente.

### Gramaticais
Com várias semelhanças com o sul do continente português, os Açores e Brasil, o dialecto madeirense apresenta uma preferência para o uso do gerúndio e do pronome a gente em vez de nós. Já o pronome vós (2.ª pessoa do plural), tal como a maioria do país, não é utilizado e em vez deste utiliza-se o vocês.
São empregues com mais predominância, a título de exemplo, os modos "Eu disse a ela" e "Eu assustei ele" do que "Eu disse-lhe" e "Eu assustei-o", respectivamente.

## Registos sonoros
- Ouvir registo sonoro recolhido em Câmara de Lobos.
- Ouvir registo sonoro recolhido no Porto Santo.
- Ouvir registo sonoro recolhido no Porto da Cruz.
- Ouvir registo sonoro recolhido no Caniçal.